# Cyrtandra ledermannii
Cyrtandra ledermannii är en tvåhjärtbladig växtart som beskrevs av Rudolf Schlechter. Cyrtandra ledermannii ingår i släktet Cyrtandra och familjen Gesneriaceae. Inga underarter finns listade i Catalogue of Life.